# Stora Koppom
Stora Koppom ist ein Småort in der schwedischen Provinz Värmlands län beziehungsweise der historischen Provinz Landskap Värmland.

## Geographie
Stora Koppom liegt circa 1 km nordwestlich von Koppom, westlich des Kölaälven.
Der Ort hat 60 (2015) Einwohner und ist über den Länsväg S 623 an das schwedische Straßennetz angeschlossen.
Koordinaten: 59° 43′ N, 12° 9′ O